# 蛇髮妖星
蛇髮妖星（149 Medusa）是第149颗被人类发现的小行星，于1875年9月21日发现。蛇髮妖星的直径为19.7千米，质量为8.0×1015千克，公转周期为1171.128天。
蛇髮妖星以希臘神話的蛇髮女妖梅杜莎命名。
| 前一小行星： (148)高盧星 | 小行星列表 | 後一小行星： (150)女媧星 |